# Linda Sue Park
Linda Sue Park é uma escritora norte-americana do estado de Illinois. 

## Biografia
Linda nasceu na década de 1960 e tem ascendência sul-coreana. Seu livro mais recente é Alerta de tempestade, o nono livro da série The 39 Clues, que se passa no Caribe.
Sua carreira começou quando publicou numa revista um haikai quando tinha nove anos. Desde pequena seu sonho era ser escritora. Mas o caminho foi duro. Linda cresceu e começou a viajar pelo mundo. Teve dois filhos e quando voltou aos EUA finalmente realizou seu sonho: escreveu seu primeiro livro e assim se consagrou como escritora. Hoje é casada, tem dois filhos e vive em Chicago, Illinois (EUA).

## Traduções para o português
- Por um simples pedaço de cerâmica
- Alerta de tempestade
- Uma longa caminhada até a água